# Masacre de Qalb Loze
La masacre de Qalb Loze fue ataque contra la población druso siria que tuvo lugar el 10 de junio de 2015 en la aldea de Qalb Loze, en gobernación de Idlib, al noroeste de Siria. La aldea estaba bajo control de una coalición de rebeldes islamistas, cuando un comandante  tunecino perteneciente al Frente al Nusra, intentó confiscar la casa de un habitante acusado de trabajar para el gobierno sirio. Cuando los demás civiles protestaron, los combatientes de al-nusra abrieron fuego contra ellos,  acusándolos además de blasfemia. Un combatiente de al-Nusra afirmó que los aldeanos abrieron fuego primero. El saldo final fue de 20 personas muertas (entre ellas ancianos y un niño). También murieron tres combatientes de Al Nusra.  Dos días después, un informe cifró el número de drusos asesinados en 24. 

## Reacciones y consecuencias
La masacre provocó una condena generalizada en el vecino Líbano, que tiene una minoría drusa considerable. Walid Jumblatt respondió que "Cualquier retórica incitante no será beneficiosa, y deben recordar que las políticas de Bashar Assad empujaron a Siria a este caos". En contraste, el jefe del partido druso libanés y exministro de gobierno Wiam Wahhab instó a los drusos a formar una fuerza armada para defender a su comunidad en un airado discurso televisado que decía: «¡No aceptaremos vender sangre drusa!». Su llamado estaba muy en línea con el del líder espiritual druso sirio que dirigió a los drusos a unirse al Ejército sirio.
Posteriormente, combatientes drusos de As-Suwayda ayudaron al ejército sirio a recuperar una base aérea del Frente Nusra.
Antes de los asesinatos de Qalb Loze, el Frente al-Nusra había obligado a cientos de drusos a convertirse al Sunismo, además de profanar sus tumbas y destruir santuarios. El 22 de junio, un grupo de drusos linchó a un sirio herido en los Altos del Golán que estaba siendo transportado a Israel para recibir tratamiento, ya que afirmaban que era un combatiente rebelde.